# XXVIII століття до н. е.

## Події
- відкриття еламітами Іранського нагір'я, хребта Ельбрус і пустелі Деште-Кевір;
- засноване місто Тір;
- в Стародавньому Єгипті починається період Стародавнє царство;